# Gauri Mahadevi
Pour les articles homonymes, voir Mahadevi (homonymie).
 (juillet 2024).
Gauri Mahadevi est la reine du royaume de Toshala de la dynastie indienne Bhauma-Kara (en), de 910 à 916. Il est possible qu'elle soit la reine régente pendant la minorité de sa fille, la reine Dandi Mahadevi, plutôt qu'une monarque à part entière.
Elle est l'épouse de Subhakaradeva V.
Elle succède à son défunt époux sur le trône à sa mort. Nous savons peu de choses de son règne. Cependant, elle est décrite comme une dirigeante prospère, qui a réussi à maintenir la loi et l’ordre au sein du royaume. La plaque Kumurang de Dandi Mahadevi déclarait que :

« ….. à ses pieds en forme de lotus se prosternait toute la population (du royaume) »

En 916, sa fille Dandi Mahadevi lui succède.